# Meness
Meness – bóg Księżyc (jeden z najważniejszych bogów w bałtyjskich mitach nieba). W podaniach przedstawiany negatywnie jako wiarołomny wojownik podstępnie walczący o rękę Słonecznej Panny (Saule), którą porywa w dniu jej zaślubin z Auseklisem. 